# Včela medonosná západoafrická
Včela medonosná západoafrická (Apis mellifera adansonii) je poddruh včely medonosné s pravděpodobně největším výskytem včely medonosné v Africe. Původně ji identifikoval Michael Adansonin ve své "Histoire naturelle du Seneegal" v roce 1757. Zpočátku bylo jméno adsansonii nesprávně použito pro včelu středoafrickou a zejména u afrikanizovaných včel z Jižní Ameriky.

## Místo výskytu
Původní stanoviště včely západoafrické byly tropické západní oblasti Afriky od Senegalu k jižní hranici Čadu, rozprostírající se na jih až do Konga, pokrývající tropické i polosuché oblasti.

## Morfologie
Je to malá, žlutá včela s výrazným zbarvením vyskytujícím se i u trubců. je větší než A. m. litorea, ale jinak vzhledově podobná, i když geneticky je blíže příbuzná k A. m. scutellata.

## Chování
Existují zprávy, že pokud se včela západoafrická chová v tradičních úlech a ze zadní části se odstraní jen jediný plást medu, jsou agresivní. Mohou být chovány v blízkosti vesnic, dokonce i ve zdech domů, agresivně se projevují pouze den po odebrání medu. Pokud jsou však vystaveny větší manipulaci, jako je tomu u moderních úlů s pohyblivými rámky, jejich agresivita vede k tomu, že se s nimi dá pracovat pouze v noci a s použitím silného kouře.
Výzkum provedený v Nigérii v letech 2010 až 2013 dospěl k závěru, že včely západoafrické byly částečně rezistentní na varroa destructor. kvůli nízkému zamoření roztočů ve včelstvech chovaných v tradičních "Tanzanských horních úlech", více než 25 % včelstev bylo úplně bez roztoče varroa destructor. Autoři teoretizovali, že nízkou úroveň zamoření by mohlo vysvětlit  „větší stupeň neplodnosti dospělé samice roztoče (ve srovnání se západoevropskými včelami)“. Práce skončila popisem roztoče varroa destructor jako "málo významného" pro včelu západoafrickou.